# Дан (Германия)
Дан или Даан (от нем. Dahn) — город в Германии, в земле Рейнланд-Пфальц.
Входит в состав района Юго-западный Пфальц. Подчиняется управлению Данер Фельзенланд. Население составляет 4497 человек (на 31 декабря 2010 года). Занимает площадь 40,75 км². Официальный код — 734 0 01 004.

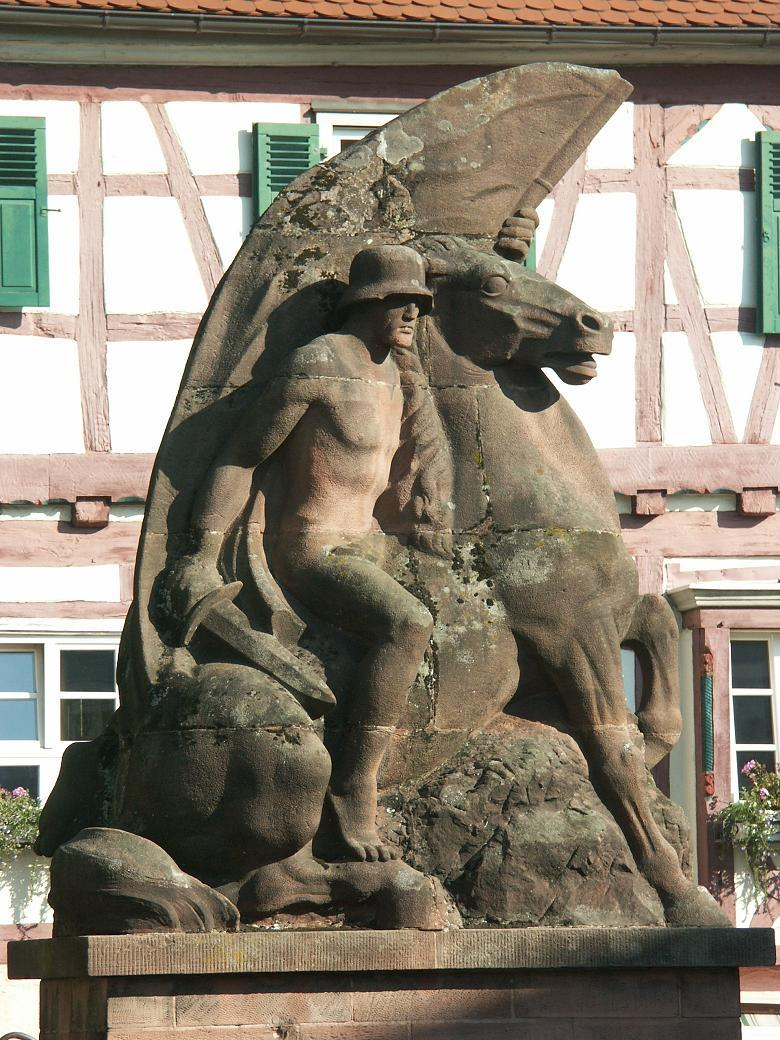
Памятник павшим в мировых войнах